# Bulbophyllum muricatum
Bulbophyllum muricatum là một loài phong lan thuộc chi Bulbophyllum.